# 659 Nestor
För andra betydelser, se Nestor.
659 Nestor eller 1908 CS är en asteroid som är en av Jupiters trojaner. Asteroiden har sin omloppsbana i Jupiter-Solen-systemets lagrangepunkt L4 tillsammans med andra asteroider i gruppen kallad grekiska lägret. Asteroidens namn kommer från den grekiske kungen Nestor, även övriga asteroider i gruppen har fått sina namn från deltagare på den grekiska sidan i det trojanska kriget.
659 Nestor upptäcktes av den tyske astronomen Max Wolf den 23 mars 1908 i Heidelberg.
Den 30 juni 2006 observerades en ockultation av stjärnan TYC 6854-00630. Den varade under 9,52 sekunder vilket antyder att asteroiden är mindre än 190 kilometer i diameter.